# Eriosema monticola
Eriosema monticola är en ärtväxtart som beskrevs av Paul Hermann Wilhelm Taubert. Eriosema monticola ingår i släktet Eriosema och familjen ärtväxter. Inga underarter finns listade i Catalogue of Life.